# جهاد الأحمدية
جهاد عارف الأحمدية (1959) هو شاعر لبناني من مواليد قرية شارون، قضاء عاليه، محافظة جبل لبنان. عضو اتحاد الكتاب اللبنانيين منذ عام 1994، وعضو الاتحاد العام للأدباء والكتاب العرب -منذ عام 1994، وعضو اتحاد الكتاب العرب - جمعية الشِعر  منذ عام 2004.

## سيرة
تلقى تعليمه الإبتدائي في لبنان والثانوي في سوريا، يكتب الشعر منذ 1984، حاصل على ليسانس في الأدب الإنكليزي من كلية الآداب والعلوم الإنسانية بجامعة دمشق عام 1994.
دبلوم التأهيل التربوي من جامعة دمشق - كلية التربية الثانية عام 2018.
صاحب دار جهات للنشر والطباعة والتوزيع

## الأعمال  المنشورة
ينشر ما يكتبه في الدوريات السورية واللبنانية «الثقافة» «الأسبوع الأدبي» «النورس»
الدواوين الشعرية
- 1993 – افتتاحية العشق  – دمشق
- 1999 – المهرجان أو شمس الروح - دمشق
- 2004 – مرايا الحلم – مجموعة شعرية – دمشق
- 2010 – خارج الطيف – دمشق – اتحاد الكتَّاب العرب
- 2017 – أفئدة الجلنار - دمشق - اتحاد الكتاب العرب
- 2023 – الحب والحلم والحياة - ثلاثية شعرية - دمشق - دار جهات

الترجمات
- 2003 – مكاشفات - شعر مفيد خنسة –  ترجمة إلى الإنكليزية.
- 2005 – أغنيات البراءة والتجربة - شعر (وليم بليك) ترجمة عن الإنكليزية.
- 2019 – شجرةٌ تحلم بالطيران (مختارات من الشعر الصيني) - ترجمة عن الإنكليزية - دمشق - الهيئة العامة السورية للكتاب.
- 2020 – الملفوف والملوك - رواية - تأليف الكاتب الأمريكي أو هنري - ترجمة عن الإنكليزية - دمشق - الهيئة العامة السورية للكتاب.

## النقد
نشر بعض قصصه القصيرة في مجلة «الثقافة» وكتب عن إنتاجه القصصي الناقد مالك عزام في الأسبوع الأدبي 1991
2022 - قالت لي العصفورة - كتاب نقدي صادر عن دار جهات يتضمن دراسات عن ديوان "مرايا الحلم" شارك بها الأدباء: د. محمد توفيق صادق - د. سلوى الخليل الأمين - أ. محمد زينو شومان - د. ذكاء الحر - أ. هتاف السوقي في حفل توقيع الديوان في نادي عاليه عام 2004.